# چکاوک تیره‌رنگ
چکاوک تیره‌رنگ (نام علمی: Pinarocorys nigricans) نام یک گونه از سرده چکاوک‌های تیره است.